# Gardnar Mulloy
Gardnar Putnam "Gar" Mulloy, född 22 november 1913 i Washington, D.C., död 14 november 2016 i Miami, Florida, var en amerikansk högerhänt tennisspelare som nådde störst framgångar som dubbelspelare. Han rankades bland USA:s 10 bästa spelare en stor del av perioden 1939–1954, 1952 var han nummer ett. Han var dessutom en av världens 10 bästa spelare 1946, 1949 och 1952. Som bäst rankades han som nummer 7 i singel (1952). Hans främsta meriter är segrar i herrdubbel i fem Grand Slam (GS)-turneringar perioden 1942-57. Han spelade dessutom 11 finaler i GS-turneringar (1 i singel, 9 i dubbel och 1 i mixed dubbel). Han upptogs 1972 i International Tennis Hall of Fame.

## Tenniskarriären
Tillsammans med landsmannen Bill Talbert vann Mulloy dubbeltiteln i Amerikanska mästerskapen 4 gånger (1942, 1945, 1946, 1948). Paret nådde dessutom final i samma turnering 1950 och 1953. Den mest minnesvärda finalen var i 1946 års turnering som Mulloy och Talbert lyckades vinna efter fem set över Frank Guernsey and Don McNeill med siffrorna 3-6, 6-4, 2-6, 6-3, 20-18. Det avgörande femte setet är det längsta som spelats i turneringens historia. I det setet hade Gurnsey/McNeill i ett skede matchboll i Talberts serve. Talbert slog en crossboll som svar på en serveretur av Guersey. Såväl publiken som de fyra spelarna tyckte att Talberts boll var ute, men linjedomaren reagerade inte, varför matchen fortsatte. Efter ytterligare 10 game lyckades Mulloy/Talbert slå in matchbollen.
År 1952 nådde Gardnar Mulloy, då 38 år gammal, finalen i herrsingel i Amerikanska mästerskapen. Han mötte där den 24-årige australiske spelaren Frank Sedgman som vann med siffrorna 6-1, 6-2, 6-3.
Sin sista stora titel vann han 1957 som 43-åring i herrdubbeln i Wimbledonmästerskapen. Tillsammans med Budge Patty vann han titeln efter finalseger över Neale Fraser/Lew Hoad (8-10, 6-4, 6-4, 6-4).   
Gardnar Mulloy spelade i det amerikanska Davis Cup-laget 1946, 1948-50, 1952-53 och 1957.  Han spelade totalt 14 matcher av vilka han vann 11. Han deltog i de segrande amerikanska lagen 1946, 1948 och 1949.

## Spelaren och personen
Gardnar Mulloy var under sitt vuxna liv varit bosatt i Miami. Han studerade i ungdomen juridik vid University of Miami där han också spelade tennis för Miami Hurricanes.  Tillsammans med sin far, Robin Mulloy, vann han Amerikanska mästerskapen i klassen "far och son" 1939, 1941 och 1942. 
Som tennisspelare hade han en mycket god teknik, med goda volleyslag och en effektiv smash. Han har beskrivits som en tekniskt komplett tennisspelare. Han fortsatte att spela i olika seniortävlingar långt upp i 90-årsåldern och har på seniortouren vunnit över 50 singel- och dubbelturneringar i olika åldersklasser.    
Under andra världskriget tjänstgjorde han i amerikanska flottan med landstigningsuppdrag i Nordafrika och Europa. 
Mulloy avled den 14 november 2016 i sviterna av en stroke, 102 år gammal. 

## Grand Slam-titlar
- Wimbledonmästerskapen
  - Dubbel - 1957
- Amerikanska mästerskapen
  - Dubbel - 1942, 1945, 1946, 1948